# Австрия на зимних Олимпийских играх 1936
Австрия принимала участие в зимних Олимпийских играх 1936 года в Гармиш-Партенкирхене (Германия) в четвёртый раз за свою историю, и завоевала две бронзовые, одну серебряную и одну золотую медали. Сборную страны представляли 60 спортсменов: 50 мужчин и 10 женщин.

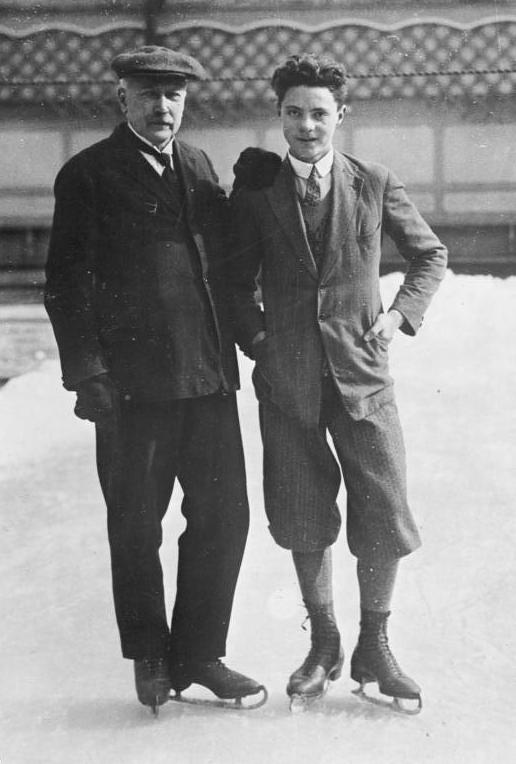
Карл Шефер с Эдуардом Энгельманном (слева) в 1931 году

| Австрия на олимпиаде 1936 года в Гармиш-Партенкирхене | Австрия на олимпиаде 1936 года в Гармиш-Партенкирхене | Австрия на олимпиаде 1936 года в Гармиш-Партенкирхене | Австрия на олимпиаде 1936 года в Гармиш-Партенкирхене | Австрия на олимпиаде 1936 года в Гармиш-Партенкирхене |
| Медали                                                | Спортсмены                                            | Вид спорта                                            | Дисциплина                                            | Результат                                             |
| ----------------------------------------------------- | ----------------------------------------------------- | ----------------------------------------------------- | ----------------------------------------------------- | ----------------------------------------------------- |
| Золото                                                | Карл Шефер                                            | Фигурное катание                                      | мужчины                                               | 422,7                                                 |
| Серебро                                               | Ильзе Паузин и Эрик Паузин                            | Фигурное катание                                      | пары                                                  | 11,4                                                  |
| Бронза                                                | Феликс Каспар                                         | Фигурное катание                                      | мужчины                                               | 400,1                                                 |
| Бронза                                                | Макс Штипль                                           | Конькобежный спорт                                    | 10 0000 метров, мужчины                               | 17.30,0                                               |

## Состав и результаты олимпийской сборной Австрии

### Бобслей
Спортсменов — 12
Мужчины
| Соревнование | Спортсмены                                                           | 1 заезд   | 1 заезд | 2 заезд   | 2 заезд | 3 заезд   | 3 заезд | 4 заезд   | 4 заезд | Итоговый результат | Итоговое место |
| Соревнование | Спортсмены                                                           | Результат | Место   | Результат | Место   | Результат | Место   | Результат | Место   | Итоговый результат | Итоговое место |
| ------------ | -------------------------------------------------------------------- | --------- | ------- | --------- | ------- | --------- | ------- | --------- | ------- | ------------------ | -------------- |
| Двойки       | Ханс Штюрер Ханс Роттенштайнер                                       | 1:28,12   | 8       | 1:25,20   | 11      | 1:30,55   | 14      | 1:28,13   | 17      | 5:52,00            | 13             |
| Двойки       | Ханс Фолькмар Антон Кальтенбергер                                    | 1:33,71   | 20      | 1:26,28   | 14      | 1:30,50   | 13      | 1:31,81   | 20      | 6:02,30            | 19             |
| Четвёрки     | Франц Лоренц Рихард Лоренц Франц Вольгемут Рудольф Хёлль             | 1:27,38   | 13      | 1:26,84   | 12      | 1:26,17   | 12      | 1:24,74   | 11      | 5:45,13            | 11             |
| Четвёрки     | Виктор Вигельбейер Франц Беднар Роберт Беднар Иоганн Баптист Гуденус | 1:30,70   | 14      | 1:29,62   | 14      | 1:30,95   | 14      | 1:26,64   | 13      | 5:57,91            | 13             |